# Севки
Севки (бел. Сяўкі) — агрогородок в Бывальковском сельсовете Лоевского района Гомельской области Белоруссии.
Рядом торфяные месторождения.

## География

### Расположение
В 35 км на юго-запад от Лоева, 81 км от железнодорожной станции Речица (на линии Гомель — Калинковичи), 127 км от Гомеля.

### Гидрография
На юге сеть мелиоративных каналов, на севере и востоке река Песочанка (впадает в озеро Лутовское, пойма реки Днепр).

## Транспортная сеть
Транспортные связи по просёлочной, затем автомобильной дороге Брагин — Лоев. Планировка состоит из прямолинейной улицы, близкой к меридиональной ориентации, к которой на севере и юге присоединяются короткие прямолинейные улицы. Застройка двусторонняя, деревянная, усадебного типа.

## История
Из «Акта ограничения Брагинской волости» 1512 года, известна как остров Севковский, принадлежал князю Михаилу Васильевичу Збаражскому. Тогда волость находилась в Киевском воеводстве Великого Княжества Литовского. Село Севковцы в части Брагинского имения, доставшегося при разделе внуку М. Збаражского князю Михаилу Александровичу Вишневецкому упомянуто в 1574 году. Размещалось в Киевского повете Королевства Польского. Принадлежало тем же владельческим семьям, что и другие сёла Брагинского имения.
В Российской империи с 1793 года деревня в Речицком уезде Черниговского наместничества, с 1797 года Минской губернии. На 1796 год собственность Рокицких, но в аренде у хорунжего Антония Мрочковского. В 1879 году селение в Ручаёвском церковном приходе. Согласно переписи 1897 года действовала школа грамоты. Рядом находился одноимённый посёлок.
С 8 декабря 1926 года до 30 декабря 1927 года и с 4 июля 1967 года центр Севковского сельсовета Лоевского района Речицкого, с 9 июня 1927 года Гомельского (до 26 июля 1930 года) округов, с 20 февраля 1938 года Гомельской области. В 1931 году организован колхоз «Октябрь», работали 2 ветряные мельницы и кузница. Во время Великой Отечественной войны оккупанты в 1943 году сожгли 85 дворов и убили 5 жителей. Согласно переписи 1959 года центр колхоза «Днепровец»; располагались 9-летняя школа, Дом культуры, детский сад, библиотека, фельдшерско-акушерский пункт, ветеринарный участок, отделение связи, магазин.
До 31 декабря 2009 года центр Севковского сельсовета.
В состав Севковского сельсовета до 1976 года входил посёлок Лески (не существует).

## Население

### Численность
- 1999 год — 123 хозяйства, 346 жителей.

### Динамика
- 1850 год — 28 дворов.
- 1897 год — 62 двора, 381 житель; в посёлке 9 дворов, 67 жителей (согласно переписи).
- 1908 год — 74 двора, 508 жителей.
- 1940 год — 87 дворов.
- 1959 год — 275 жителей (согласно переписи).
- 1999 год — 123 хозяйства, 346 жителей.

## Известные уроженцы
- Я. С. Кончар — белорусский историк, публицист, учёный в области экономической географии.